# Cicurina leona
Pour les articles homonymes, voir Léona.
Espèce
Cicurina leona est une espèce d'araignées aranéomorphes de la famille des Cicurinidae.

## Distribution
Cette espèce est endémique du Nuevo León au Mexique,. Elle se rencontre à Mina dans les grottes Cueva de Cuchillo et Pozo la Gloria.

## Description
La femelle holotype mesure 3,3 mm.
La femelle décrite par Paquin et Dupérré en 2009 mesure 3,11 mm.
Cette araignée est anophtalme.

## Systématique et taxinomie
Cette espèce a été décrite par Gertsch en 1992.

## Étymologie
Son nom d'espèce lui a été donné en référence au lieu de sa découverte, le Nuevo León.

## Publication originale
- Gertsch, 1992 : « Distribution patterns and speciation in North American cave spiders with a list of the troglobites and revision of the cicurinas of the subgenus Cicurella. » Texas Memorial Museum Speleological Monograph, no 3, p. 75-122.